# Energia nucleare in Bulgaria
Nel 2011 l'energia nucleare in Bulgaria ha generato il 32,16% dell'energia elettrica prodotta in totale nel Paese.
A marzo 2010, è presente in questa nazione una centrale elettronucleare in funzione che dispone di 2 reattori operativi e 4 dismessi.
È inoltre in edificazione una nuova centrale elettronucleare dotata di un totale di due reattori.
Non vi sono centrali elettronucleari chiuse.

## Storia
Il governo bulgaro ha favorito l'utilizzo dell'energia nucleare per la generazione di elettricità fin dal 1956; nel 1961 fu attivato il reattore di ricerca IRT-2000 e nel 1966 fu siglato un accordo con l'Unione Sovietica per l'acquisto di alcune unità commerciali. A causa della mancanza di strutture di controllo bulgare, tutti gli aspetti di salvaguardia e di regolamentazioni furono fatti dall'amministrazione russa. Il sito prescelto per la prima centrale era quello di Kozloduj sul Danubio al confine con la Romania, in cui furono costruiti in più stadi 4 reattori VVER440, due di modello V-230 e due sempre del modello V-230 ma con significative migliorie. A questi due reattori si aggiunsero poi due reattori VVER1000 modello V-320
Nei programmi originari era prevista una seconda centrale a Belene, sempre sul Danubio. Questo secondo impianto doveva essere composto da 4-6 grandi unità, di cui solo le prime due iniziarono nel 1987; quando i lavori erano completati per circa il 40%, i lavori si fermarono nel 1991 a causa di mancanza di fondi.
La Bulgaria è stato storicamente un paese grande esportatore di elettricità, a causa della chiusura dei reattori dall'1 al 4 di Kozloduj per l'Accesso all'Unione Europea, la porzione di esportazioni si è notevolmente ridotta.

### Accesso all'Unione Europea
Durante i negoziati per l'accesso all'Unione europea, la Bulgaria accettò di chiudere i suoi primi 4 reattori di Kozloduj, essendo state classificate non aggiornabili, essendo di modello V-230, anche se le unità 3 e 4 erano di una versione avanzata. Tra il 1991 ed il 1997 furono fatte oltre 900 modifiche ai sistemi di questi quattro reattori, rispondendo alle consultazioni con l'IAEA e la WANO, per portare i reattori (soprattutto il 3 ed il 4) agli standard occidentali. Negli anni successivi fu fatto un più approfondito lavoro di ammodernamento, completato però solo sulle unità 3 e 4.
Tutti i lavori furono compiuti con successo, infatti la IAEA, la WANO e l'AQG riscontrarono nei reattori 3 e 4 significative migliorie, che li avevano portati a rispondere ai requisiti di sicurezza dei reattori occidentali. Nel corso del 2006 il governo bulgaro provò a negoziare un rinvio della chiusura dei due reattori fino alla fine della licenza (al 2011 ed al 2013), forte anche di sondaggi di opinione che davano il 75% della popolazione favorevole al funzionamento dei reattori. Il governo decise a fine 2006 la chiusura dell'impianto ed il 1º gennaio 2007 entrava nell'Unione europea; il trattato di accesso dà però facoltà alla Bulgaria di riprendere il funzionamento dei reattori 3 e 4 in caso di crisi nazionale, operazioni che si possono compiere in circa 6 mesi.

## Programma nucleare futuro
All'inizio del 2010 è stato firmato un accorto con la spagnola Iberdrola per la costruzione di un settimo reattore nel sito di Kozloduj, con la possibilità di costruire anche un ottavo reattore. Questi piani sono indipendenti dal progetto di Belene. Le tecnologie individuate sono la Westinghouse con il suo AP1000 o la General Electric.
I primi piani per la riapertura dei lavori su Belene iniziano nel corso del 2003 con la chiusura dei primi reattori di Kozloduj. Dopo le prime proposte, tutti i consorzi di costruzione erano per completare i due reattori con una versione aggiornata del VVER1000, la V-392 (chiamata anche AES-92). Nell'ottobre 2006 la NEK scelse la Atomstroyexport per il completamento dell'impianto e nel gennaio 2008 è stato siglato il contratto. Il costo totale dell'operazione è previsto essere di 4 miliardi€ (comprensivo del primo carico di combustibile), rendendo il costo dell'energia pari a 3.7c€/kWh. Alla fine del 2007 la Commissione europea diede parere positivo per la scelta della tipologia scelta per i reattori. La costruzione dell'impianto è ufficialmente ricominciata nel settembre 2008 per la sola ripresa della costruzione delle attività preliminari. Nell'aprile 2009 è stato siglato un contratto fra Atomstroyexport ed Areva per le strumentazioni di controllo, mentre alla fine del 2008 erano stati firmati i contratti per il vessel, i generatori di vapore e le apparecchiature ad essi connessi, che dovrebbero essere consegnati a fine 2011 e fine 2012. Contemporaneamente alla decisione del governo bulgaro di diminuire la sua partecipazione nella proprietà dell'impianto, il governo serbo ha annunciato di voler entrare in possesso del 5% della proprietà dell'impianto ed il ministro bulgaro dell'economia e dell'energia ha annunciato che i costi presunti sono aumentati fino a 9miliardi€
A fine marzo 2012 il governo bulgaro ha abbandonato il progetto di completamento dell'impianto di Belene ripiegando per l'ampliamento dell'unico impianto esistente, verranno quindi utilizzate le componentistiche (fra cui il vessel già prodotto) per il completamento dell'unità di Kozloduj 7.

## Ciclo del combustibile
Tutti i servizi inerenti alla fornitura del combustibile bulgaro sono forniti dalla russa TVEL attraverso Techsnabexport (Tenex).

## Reattori di ricerca
Nell'Institute for Nuclear Research and Nuclear Energy (INRNE) dell'Accademia bulgara delle Scienze a Sofia è presente il reattore a piscina IRT–2000 da 2MWt. Originariamente da 1MWt e funzionante ad uranio ad alto arricchimento (36%), è stato successivamente potenziato e nel 1989 portato a funzionare ad uranio a basso arricchimento.

## Gestione dei rifiuti e depositi geologici
La compagnia statale SE-RAW è responsabile per la gran parte della gestione dei rifiuti radioattivi.
Dopo un accordo del 2002, la Bulgaria ha firmato un contratto per lo smaltimento del combustibile esausto negli impianti russi di Majak e Železnogorsk. Il combustibile era inizialmente contenuto nelle piscine di ogni reattore, nel 1990 fu poi costruito presso l'impianto di Kozloduj per contenere il carburante esausto; presso l'impianto è costruito anche il deposito per i rifiuti a medio e basso livello.

## Produzione di uranio
La Bulgaria non è un produttore di uranio, la sua produzione storica ammonta a 16.357tU al 2006. Non possiede risorse uranifere a <130$/kg nel "Red Book" del 2007.

## Centrali elettronucleari
Tutti i dati della tabella sono aggiornati a maggio 2018
| Reattori operativi |                    |           |                    |                                    |                                   |                        |
| Centrale | Potenza netta (MW) | Tipologia | Inizio costruzione | Allacciamento alla rete            | Produzione commerciale            | Dismissione (prevista) |
| Kozloduj (Reattore 5) | 963                | VVER1000  | 9 settembre 1980   | 29 novembre 1987                   | 23 dicembre 1988                  |                        |
| Kozloduj (Reattore 6) | 963                | VVER1000  | 1º aprile 1982     | 2 agosto 1991                      | 30 dicembre 1993                  |                        |
| Totale: 2 reattori per complessivi 1.926 MW |                    |           |                    |                                    |                                   |                        |
| Reattori in costruzione |                    |           |                    |                                    |                                   |                        |
| Centrale | Potenza netta (MW) | Tipologia | Inizio costruzione | Allacciamento alla rete (previsto) | Produzione commerciale (prevista) | Costo (stimato)        |
| Totale: 0 reattori per complessivi 0 MW |                    |           |                    |                                    |                                   |                        |
| Reattori pianificati ed in fase di proposta |                    |           |                    |                                    |                                   |                        |
| Totale programmati: 0 reattori per complessivi 0 MW Totale proposti: 1 reattore per oltre 1200 MW complessivi                                                       |                    |           |                    |                                    |                                   |                        |
| Reattori dismessi |                    |           |                    |                                    |                                   |                        |
| Centrale | Potenza netta (MW) | Tipologia | Inizio costruzione | Allacciamento alla rete            | Produzione commerciale            | Dismissione            |
| Kozloduj (Reattore 1) | 408                | VVER440   | 1º aprile 1970     | 24 luglio 1974                     | 28 ottobre 1974                   | 31 dicembre 2002       |
| Kozloduj (Reattore 2) | 408                | VVER440   | 1º aprile 1970     | 24 agosto 1975                     | 10 novembre 1975                  | 31 dicembre 2002       |
| Kozloduj (Reattore 3) | 408                | VVER440   | 1º ottobre 1970    | 17 dicembre 1975                   | 20 gennaio 1975                   | 31 dicembre 2006       |
| Kozloduj (Reattore 4) | 408                | VVER440   | 1º ottobre 1973    | 17 maggio 1982                     | 20 giugno 1982                    | 31 dicembre 2006       |
| Totale: 4 reattori per complessivi 1.632 MW |                    |           |                    |                                    |                                   |                        |
| NOTE: - La normativa in vigore prevede la possibilità di sostituzione e/o aumento del parco reattori al termine del ciclo vitale degli impianti ancora in funzione. |                    |           |                    |                                    |                                   |                        |